# Millettia leucantha
Millettia leucantha är en ärtväxtart som beskrevs av Wilhelm Sulpiz Kurz. Millettia leucantha ingår i släktet Millettia och familjen ärtväxter. Inga underarter finns listade i Catalogue of Life.